# 九条出口
九条出口（くじょうでぐち）は、大阪府大阪市西区の阪神高速道路16号大阪港線の出口。環状線方面のみ出口のあるハーフICである。本田入口とセットになっている。

## 道路
- 阪神高速16号大阪港線(16-03)

## 接続する道路
- 中央大通

## 周辺
- 地下鉄中央線・阪神電気鉄道阪神なんば線九条駅
- JR環状線弁天町駅
- 国道172号
- 国道43号
- 木津川
- 安治川
- 大阪ドーム
- 交通科学博物館

## 隣
阪神高速16号大阪港線
(16-02)西長堀出入口 - (16-03)九条出口 - (16-04)本田入口 - (16-05)波除出入口